# Edmond Debeaumarché

Gedenktafel in Dijon

Edmond Debeaumarché (* 15. Dezember 1906 in Dijon; † 28. März 1959 in Suresnes) war ein französischer Widerstandskämpfer und führendes Mitglied der Résistance. Er wurde Posthum in einer Sondermarke abgedruckt.

## Auszeichnung
- Medal of Freedom (1945)
- Kronenorden (Belgien)
- Croix de guerre 1939–1945
- Ordre de la Libération
- Großoffizier – Grand Officier de la Légion d’Honneur

Sein Begräbnis fand im Hof des Hôtel des Invalides in Paris statt. In Dijon wurde ein Platz und in Mantes-la-Ville eine Straße nach ihm benannt. Die französische Post hat ihm zu Ehren Briefmarken herausgegeben.